# Fredrik Ronquist
Lars Fredrik Ronquist, född 28 september 1962, är en svensk professor i entomologi.
Ronquist disputerade 1994 vid Uppsala universitet, där han blev docent 1997 och senare professor i systematisk zoologi. Efter en period vid Florida State University blev han professor i entomologi vid Naturhistoriska riksmuseet.
Hans forskning gäller samevolutionen mellan värdar och parasiter och rekonstruktion av evolutionära förlopp. Han har också forskat om den tidiga utvecklingen av gallsteklar och deras parasitiska släktingar.
Ronquist är en av kreatörerna/författarna bakom programmet MrBayes och var en av tre huvudutvecklare av programmet RevBayes. Båda programmen används för att tillämpa bayesisk interferens i analyser av olika sorters fylogenetiska och evolutionära modeller. För programmet RevBayes utvecklades ett nytt programspråk som har likheter med språket R.
Ronquists publicering har (2025) enligt Scopus över 85 000 publiceringar och ett h-index på 51.
Ronquist invaldes 2007 som ledamot av Kungliga Vetenskapsakademien i klassen för biologiska vetenskaper.